# Companhia Santista de Transportes Coletivos
A CSTC - Companhia Santista de Transportes Coletivos - foi uma empresa pública municipal de transporte, controlada pela Prefeitura de Santos. Operou entre 1976 e 1998, tendo seu auge entre o final dos anos 1980 e a primeira metade dos anos 1990. Nesse período, esteve responsável pela operação de todas as linhas de ônibus e uma de barca na cidade, e figurou no ranking "As maiores e as melhores do transporte", da revista especializada "Transporte Moderno". Foi extinta oficialmente em 2007.

## História
Criação da empresa
A CSTC foi criada por meio da lei municipal 4.013, de 15 de março de 1976, sancionada pelo então prefeito Antônio Manoel da Carvalho. Foi constituída como sociedade de economia mista, "por ações, com a absorção do Serviço Municipal de Transporte (SMTC), autarquia municipal [que havia sido criada] pela lei municipal 1.297/1951". O artigo 6º da referida lei fixou em pelo menos 51% o percentual de ações sob controle da Prefeitura Municipal de Santos.
Explorar os serviços de transportes coletivos de passageiros já existentes; criar e operar quaisquer outros serviços (terrestres e marítimos), e até mesmo estender sua atuação para outros municípios da Baixada Santista, em acordo com as respectivas autoridades locais, estavam entre as atribuições da CSTC. Em seu artigo 4º, a lei que criou a Companhia Santista de Transportes Coletivos lhe assegurava o monopólio nos serviços de transportes coletivos no município de Santos. 
Quebra do monopólio
Em 1979, portanto três anos depois da criação da CSTC, o mesmo prefeito Antônio Manoel de Carvalho abriu concorrência para a exploração por empresa privada de novas linhas, sobretudo atendendo aos bairros da Zona Noroeste, região da cidade que se tornava cada vez mais adensada. A Viação Santos-São Vicente Litoral foi a vencedora da concorrência. Além de linhas convencionais, introduziu os chamados "seletivos" - micro-ônibus, que só circulavam com passageiros sentados, ligando bairros da Orla ao Centro da Cidade (que os santistas chamavam simplesmente de "Cidade").
Assim, partir de 1979, o sistema municipal de transporte coletivo de Santos passa a ser operado pela CSTC (linhas convencionas - a diesel e trólebus) e a Viação Santos-São Vicente (linhas convencionais e linhas de seletivos). 
Parceria com a EBTU
No início dos anos 1980, na gestão do prefeito nomeado Paulo Gomes Barbosa (do então Arena/PDS), a CSTC é contemplada com as políticas de fomento promovidas pela EBTU - Empresa Brasileira de Transportes Urbanos, estatal federal criada em 1975. Por meio dessa parceria, o sistema de trólebus de Santos é modernizado e ampliado. Os veículos Fiat Alfa Romeu Marelli Pistoiese (em torno de 25), importados da Itália em 1963, são reformados; são adquiridos oito trólebus Marcopolo Modelo San Remo Sistema de Motorização Elétrica Ansaldo ABB, sob Chassis Scania Base do B-75. Além deles, são incorporados à frota de veículos a diesel 10 ônibus tipo padron, carroceria Caio, modelo Amélia, chassis e motor Volvo modelo B-52, atendendo as linhas circulares 19 e 23, duas das mais extensas do sistema, na ligação Cidade-Praias, via zonas Intermediária e Leste.

Crise e recuperação
Em julho de 1984, quando se inicia a gestão do prefeito Oswaldo Justo (PMDB), o novo diretor-presidente da CSTC, Miguel Elias Hidd, assume anunciando ter encontrado a companhia municipal em grave crise. Em entrevista à revista Transporte Moderno, edição de setembro de 1984, Hidd diz que dos 124 ônibus a diesel só 43 estavam em circulação. A frota, segundo ele, se encontrava envelhecida - exceto pelos dez ônibus Volvo B-52, todos os demais, Mercedes-Benz (carrocerias diversas), tinham fabricação entre 1973 e 1977. Dos 37 trólebus, apenas 19 se encontravam em operação, ainda de acordo com o novo gestor da CSTC. A tarifa dos ônibus em Santos, que já era das mais caras no país, estava em 290 Cruzeiros, com projeção de subir para 400 Cruzeiros, conforme palavras do próprio diretor-presidente, à revista. 
O livro "Transporte Coletivo em Santos - história e regeneração", do professor Ricardo Evaristo dos Santos e do jornalista José Paulo de Oliveira Matos, publicado em 1987 (CSTC/Prodesan), traz um capítulo que aborda como foram os três anos de "recuperação da CSTC", entre 1984 e 1987. Vale uma contextualização: Oswaldo Justo tinha sido, depois de 16 anos, o primeiro prefeito eleito de Santos, em 1984. Desde 1968, o município teve sua autonomia político-administrativa cassada pela ditadura civil-militar. O regime classificava Santos como "área de segurança nacional". 
A gestão começa, dessa forma, motivada pelo apoio e participação popular que levaram Justo ao Palácio José Bonifácio (sede da Prefeitura de Santos). "A conjuntura encontrada na Companhia Santista de Transportes Coletivos, no momento da posse do primeiro prefeito oriundo do voto popular, após 16 anos de intervenção da ditadura, refletia, principalmente, o abandono e os maus tratos que recebeu no período", diz o livro, que mais adiante afirma: "Para tomar a decisão de recuperar a CSTC, foi preciso enxergar o futuro; foi preciso ter claro o fato de que o serviço público é tarefa inerente da empresa pública, não podendo ser objeto primeiro de lucro e, sim, de qualidade e eficiência vitais para a população".
Moratória de dívidas, enxugamento de quadros, novo organograma (incluindo plano de carreiras), alteração na política de aquisições e de controle de estoque, remodelação do layout das garagens, compra de 15 ônibus usados para substituir os mais antigos e reformas dos veículos Volvo B-52 e dos trólebus estiveram entre as medidas emergenciais no início do processo de recuperação da CSTC.
Novas linhas e os trólebus Mafersa
A partir de 1985 e, depois, de 1986, deram-se, respectivamente, processos de ampliação de itinerários e criação de linhas, e de renovação da frota, de acordo com o livro acima citado.
Até 1988, foram adquiridos 70 ônibus a diesel zero km, carrocerias Thamco Águia e Caio Amélia, motor (dianteiro) e chassis Mercedes-Benz (LPO-113). Mas a menina dos olhos dessa nova fase foi a frota de seis trólebus Mafersa Villares, adquirida para operar a linha 20, única de trólebus existente até hoje (2021), e que liga dois polos de comércio e serviço: o Centro da Cidade e o Gonzaga, via Avenida Ana Costa.
Em 13 de março de 1987, quando foi anunciado pela Prefeitura o contrato com a Mafersa para o fornecimento dos trólebus, a administração municipal projetava ampliar a rede área de trólebus para as avenidas dos Canais 1 e 2, e também para a Zona Noroeste. Isso, contudo, nunca foi executado.
São do período 1985-1988 também a reativação das linha 40 (Orquidário-Praça Mauá, via Conselheiro Nébias), 53 (Orquidário-Praça Mauá, via Canal 3) e 12 (Zona Noroeste-Gonzaga, via Ana Costa); a extensão, para a Zona Noroeste, dos circulares 1 e 2; o prolongamento das linhas 8 e 18; a criação de linhas fazendo circular com outras existentes (a 52, com a 25; a 81, com a 18), e ainda das linhas radiais 30 (Cidade-Ponta da Praia, via Canal 3), 50 (Cidade-José Menino, via Canal 1), 80 (Cidade-Ponta da Praia, via Pedro Lessa) e Bertioga (então distrito de Santos)-Caruara, além da já citada linha 20.
Intervenção na Viação
Em janeiro de 1989, em mais um pacote econômico do Governo José Sarney, as tarifas de transporte público foram congeladas. Porém, os insumos - principalmente diesel - tiveram um reajuste antes desse congelamento. Isso impactou financeiramente as empresas de ônibus, e não foi diferente com a CSTC. A gestão que se iniciava, da prefeita Telma de Souza (PT), resolve lançar um projeto de subsídio às tarifas, conforme amplamente noticiado pela imprensa local à ocasião. A administração democrática popular recebe, por outro lado, forte pressão da Viação Santos-São Vicente, que passa a condicionar a correção salarial de seus funcionários à concessão, pelo poder público, de aumento nas passagens de ônibus.
No final de março de 1989, uma greve de motoristas e cobradores da Viação, com indícios de locaute, foi utilizada como instrumento de pressão pelo grupo privado. Diante dessa situação, a então prefeita opta por decretar intervenção na empresa, e restabelecer as operações plenas do transporte coletivo em Santos. À época, a frota da Viação era constituída por 134 ônibus (os "amarelinhos') e a da CSTC por 187 veículos. A maior parte da Zona Noroeste era atendida pelas linhas da Viação. Dias depois da intervenção, a Prefeitura estende a medida, com a desapropriação da garagem da Viação e da frota de amarelinhos, e incorporação desse patrimônio à CSTC. 
O "Crime da Garagem Macuco"
Entre março e agosto de 1989 diversas decisões judiciais mudavam os rumos da intervenção e da desapropriação - ora em favor do poder público, ora em favor da empresa privada.
Em 23 de agosto de 1989, a Viação obtém a reintegração da posse dos bens. O episódio é marcado por violência: a morte de Anésio Pimenta dos Reis, o Kojak, funcionário da CSTC, vítima de traumatismo craniano ocasionado por uma queda, depois de discussão com seguranças e representantes da Viação, na garagem da empresa privada. O episódio ficou conhecido como "Crime da garagem Macuco" embora, posteriormente, o inquérito policial não tenha considerado que a queda tenha sido causada por empurrão deliberado sobre Kojak. A morte abalou boa parte da cidade. O cortejo para o enterro, da Prefeitura ao Cemitério da Areia Branca, contou inclusive com a participação do então candidato à Presidência da República Luiz Inácio Lula da Silva, que suspendeu atividades de campanha para prestar última homenagem ao trabalhador.  
A expansão da CSTC
Apesar de retomar seu patrimônio (frota e garagem), a Viação não voltou a operar as linhas, uma vez que o contrato de prestação de serviços já havia sido cancelado pelo poder público, cancelamento mantido pelo Poder Judiciário. De um dia para o outro, a CSTC precisou manter 100% das linhas da cidade, porém sem contar com os 134 amarelinhos da Viação. Medidas emergenciais foram tomadas, com a extensão de itinerários para a Zona Noroeste, e a aprovação, pela Câmara de Vereadores, de alocação de recursos extraordinários para a aquisição de ônibus usados. Em menos de três meses, foram comprados 67 veículos de segunda mão (de empresas da cidade de São Paulo) e dez zero km Mafersa. Além disso, carros da própria CSTC que estavam encostados - como trólebus e veículos do tipo jardineira de uma desativada linha turística - foram reformados em postos em operação.   
A CSTC inicia 1990, então, recompondo, numericamente, boa parte dos 134 amarelinhos perdidos. Detendendo a operação de todas as linhas, a receita se ampliou também.
Por meio de financiamentos com o BNDES - Banco Nacional de Desenvolvimento Econômico e Social, a CSTC inicia um projeto de dois anos de renovação da frota, modernização das operações e de construção na região central da cidade de um terminal urbano, o Terminal do Valongo (oficialmente, Terminal Deputado Rubens Beyrodt Paiva, em homenagem ao deputado federal santista desaparecido pela ditadura). Inaugurado em julho de 1992, o Terminal do Valongo viabilizou a integração tarifária das linhas da Zona Noroeste e Morros, com as das zonas Intermediária, Leste e Orla. 
Entre 1990 e 1992, foram adquiridos 88 ônibus zero km, sendo 60 deles tipo padron (Mafersa) e 28 convencionais (Mercedes-Benz, motor dianteiro, carrocerias Caio Vitória, Thamco Águia e Thamco Scorpion). Os trólebus foram reformados, bem como algumas unidades a diesel adquiridas no período 1986-1988. Catracas eletrônicas e elevador para acesso de cadeirantes foram implementados em boa parte da frota. Os passes de papel (vale transporte, estudante, usuário comum) foram substituídos pelas fichas magnéticas. É nesse período também que muda a forma de embarque/desembarque dos coletivos - a entrada deixou de ser feita pela porta traseira, mudando para a dianteira, e descida pelas portas central e traseira. 
Em 1992, a CSTC estreia no transporte hidroviário, ao operar uma linha de barca entre a estação da Alfândega e a Ilha Diana. Com a extinção da CSTC, a operação da barca foi assumida pela CET-Santos (Companhia de Engenharia de Tráfego de Santos).
Linha 131, até São Vicente
Outra estreia se deu no ano seguinte, em 1993, já na gestão do prefeito David Capistrano da Costa Filho (PT): no transporte intermunicipal. Foi feito um convênio entre as prefeituras de Santos e de São Vicente (na época, administrada por Luiz Carlos Pedro, o Luca, que também era do PT, proximidade que facilitou o acordo) e foi criada pela CSTC a linha 131, ligado o Conjunto Tancredo Neves, em São Vicente, ao Terminal Valongo, em Santos, via Avenida Nossa Senhora de Fátima. Assim, uma parcela considerável de moradores de São Vicente poderia se dirigir a qualquer parte de Santos pagando apenas uma tarifa, e no valor das linhas municipais.
Por pressão da Viação Santos-São Vicente, o DER-SP (Departamento de Estradas de Rodagem de São Paulo), que gerenciava as linhas intermunicipais, desautorizou o funcionamento da linha 131. Os prefeitos optaram então pelo seccionamento, em duas linhas municipais: a 31 (Tancredo Neves/Divisa) e a 105 (Divisa/Terminal Valongo). Na Divisa, os passageiros faziam baldeação de uma linha para outra.  A integração deu certo, a ponto de gestões sucessoras e mesmo a reorganização das linhas a partir da metropolização da Baixada Santista (com a assunção da gestão pela EMTU), na virada dos anos 1990 para os anos 2000, transformarem a linha 105 em metropolitana, e fazendo o percurso da antiga 131, sem a necessidade de baldeação na Divisa.
No ranking "As maiores e as melhores"
Em 1990, depois de sete anos, a CSTC passou a figurar no anuário "As maiores e as melhores", da Revista Transporte Moderno. Até então, a única presença registrada havia sido em 1983 (ano base 1982), quando ficou na 16ª posição no ranking das maiores do transporte urbano de passageiros.
No anuário de 1990 (ano base 1989), ela foi classificada como a sétima maior, e a décima melhor (no ranking das melhores, eram considerados os seguintes critérios: receita operacional líquida, lucro líquido, patrimônio líquido, patrimônio imobilizado, ativo total, liquidez corrente, endividamento geral, rentabilidade sobre a receita, rentabilidade sobre patrimônio líquido).  
Já no de 1993 (ano base 1992), subira para o quarto lugar no ranking geral das maiores; a segunda, entre as públicas. Em patrimônio líquido, foi a maior entre as públicas e a segunda entre públicas e privadas. Na lista das dez melhores, subira duas posições em relação ao anuário 1990/ano base 1989, ficando com a oitava colocação, à frente de outras duas públicas de referência: CMTC (nona) e Carris (décima). 
Um outro levantamento, do jornal Gazeta Mercantil, de 1991 (ano base 1990), já apontava o crescimento da CSTC na década também: era a terceira maior empresa pública de transporte urbano de passageiros, e quarta no ranking geral (públicas e privadas). 
Dificuldades a partir de 1994
A partir de 1994, com o controle da inflação e outras facilidades para a compra de automóveis (modelos populares, redução de tributos, financiamentos extensos), o transporte coletivo começou a perder público para o carro individual, nas grandes e médias cidades. Em Santos, não foi diferente: o município se inseria na lista daqueles com maior percentual automóvel por 100 habitantes.
A queda no número de passageiros transportados pela CSTC foi ainda maior por outro motivo: a Viação Santos-São Vicente, que operava as linhas intermunicipais de Santos para São Vicente, Praia Grande e Cubatão, implementou a tarifa seccionada. Assim, quem embarcasse em uma de suas linhas intermunicipais em Santos e desembarcasse dentro de Santos mesmo pagava tarifa de linha municipal. Na prática, isso representou predatória concorrência com as linhas da CSTC. 
De acordo com a Prefeitura (D.O. Urgente 20/12/1996), a queda no número de passageiros chegava a 1,2 milhão/mês.
A redução de passageiros significou diminuição substancial de receitas. No plano federal, a intensificação de políticas neoliberais, de menor presença do Estado no fomento a investimentos, cortou linhas de financiamento como as quais até 1993 as administração municipais e a CSTC encontraram no BNDES, por exemplo. Sem linhas de crédito para renovar a frota e com o faturamento em declínio, a sustentabilidade da CSTC passou a ser comprometida, com impactos na operação: envelhecimento da frota, manutenção mais onerosa, quebras com maior frequência, atrasos de horários das viagens; a qualidade diminuindo levava mais usuários para as linhas intermunicipais da Viação, contribuindo para efeitos negativos à receita, tendo-se, assim, um círculo vicioso.
Algumas ações emergenciais foram adotadas, a fim de mitigar os problemas: a aquisição de ônibus usados - entre Mafersa, Mercedes-Benz Monobloco O-317 e Ciferal Padron Rio foram em torno de 30 - para a substituição dos trólebus de 1963; leilão desses trólebus e peças, para geração de receita extraordinária; além de outras providências administrativas, com a extinção de diretorias e redução de quadros.
Concessão de linhas
A medida mais drástica foi, contudo, a concessão de algumas linhas à operação privada. Em janeiro de 1995, a Executiva Transportes Urbanos, vencedora da concorrência pública aberta em 1994, ficou responsável por 67% das linhas, as quais respondiam por 54% dos passageiros transportados. "As linhas mais rentáveis continuaram com a empresa pública, a CSTC", assinalou a Prefeitura, em 1996. A Executiva entrou no sistema com 175 veículos zero km, Caio Vitória Mercedes-Benz (motor dianteiro).
Em 1996, a CSTC buscou reativar também as linhas de ônibus seletivos do final dos anos 1970/início dos anos 1980, por meio de concessão à operação privada. O processo só foi concluído em 1997, quando o Grupo Translitoral venceu o certame e começou a explorar as linhas. Durante a pandemia de covid-19, a partir de março de 2020, em função da quarentena e, depois, da necessidade de readequar a frota às medidas fitossanitárias, as linhas seletivas tiveram operação suspensa.
Começo do fim
A gestão do prefeito Beto Mansur (PPB, à época), sucessora dos dois períodos de administração democrática popular em Santos (Telma, 1989-1992; Capistrano, 1993-1996), desde o início (janeiro de 1997) adotou posturas e decisões alinhadas às políticas neoliberais em curso no plano federal, àquela altura. As privatizações, o desmonte da máquina estatal com a consequência diminuição do papel do poder público na prestação de serviços eram concepções encampadas por aquele governo. O fim da CSTC começa, então, a ser desenhado.
Em 1998 e 1999, não só as linhas que ainda restavam com a CSTC como boa parte do patrimônio da empresa (garagem do Jabaquara, por exemplo) foram privatizados. Um primeiro lote de linhas foi concedido à Executiva; um segundo e último, do qual faziam parte linhas filé mignon (4, 10, 17, 19, 23, 29 e 42), à Viação Piracicabana.  Àquela altura, ambas empresas já pertenciam ao Grupo Constantino. Passados mais de 20 anos, e o Grupo Constantino tem não só o monopólio das linhas municipais de Santos, como da quase totalidade das linhas metropolitanas da Baixada Santista, além de ser detentora da concessão do VLT que liga Santos a São Vicente. 
A CSTC continuou a existir, porém apenas como administradora de seus passivos e ativos, sem função prática alguma. A gestão do transporte municipal foi transferida à CET-Santos.
O fim
Em 2007, portanto 31 anos depois de sua fundação, a CSTC deixou oficial e legalmente de existir. Em 10 de janeiro do referido ano foi sancionada pelo então prefeito João Paulo Tavares Papa (à época, do PMDB, que tinha sido vice-prefeito de Beto Mansur no seu segundo mandato, 2001-2006) a lei municipal complementar 594/2007, aprovada pela Câmara de Vereadores, e que autorizava o Poder Executivo a proceder com a extinção da companhia municipal - fato concretizado a partir de decreto assinado pelo prefeito em 30 de março de 2007. 

## Multicores
Em 22 anos de operação, a CSTC teve diversas identidades visuais de sua frota, geralmente atreladas ao período de determinada gestão. Quando da fundação, em 1976, a pintura dos ônibus seguiu a mesma do SMTC - lataria em maior parte azul, próximo do marinho, com áreas na lateral e na parte frontal em branco, e detalhes (faixas e o "T", de CSTC inscrito na lataria) em vermelho.
Na gestão do prefeito Paulo Barbosa (Arena/PDS, 1980-1984), o tricolor azul, vermelho e branco foi mantido, porém a base se tornou o branco, e não mais o azul. Nessa gestão, os trólebus e os ônibus Caio Amélia Volvo, reformados e/ou adquiridos por meio da EBTU, tiveram a pintura nas cores padrões da estatal federal (tons de bege e marrom).
A gestão de Oswaldo Justo (PMDB, 1984-1988) optou pelo vermelho (saia) e o creme (faixa horizontal central), e para-choques prateados. O objetivo era o de tornar os ônibus bem visíveis, em trânsito com fluxo cada vez mais intenso, e assim evitar acidentes, como atropelamentos, por exemplo. 
Nos dois períodos de administração democrática popular (Telma de Souza, PT, 1989-1992; David Capistrano Filho, PT, 1993-1996), a opção foi pelo cinza, na parte de baixo (até mais ou menos altura do topo da roda), o branco e detalhes em vermelho. Na lataria, pela primeira vez aparecia a inscrição "Santos", com o "t" em formato de bonequinho, do qual saiu uma linha vermelha, horizontal, sobre a qual era transportada a inscrição "CSTC". Inicialmente, os para-choques também eram cinzas, mas logo depois mudaram para branco, para que o contraste tornasse os veículos mais visíveis à distância.
A gestão de Beto Mansur (PPB/PP, 1997-2000; 2001-2004) trocou o cinza pelo azul e a tipologia da inscrição "Santos". Os detalhes em vermelho (prefixo e quadro na frontal e traseira) foram retirados, e de tricolor a frota passou a ser azul e branco, até 1998, fim das operações da CSTC.

## O Margaridão
Em 1988, um ônibus com amplos para-brisa e janelas em arco foi montado nas oficinas da CSTC sobre chassis Mercedes-Benz, para a operação em uma linha turística pela Orla de Santos. Ele começou a circular em 26 de janeiro daquele ano, em comemorações ao aniversário da cidade. O ônibus foi pintado com margaridas estilizadas, por isso passou a ser chamado pelo povo de "Margaridão". Fez muito sucesso e logo um outro foi montado. 
Em 1989, depois que os ônibus da Viação Santos-São Vicente foram retirados de circulação e a CSTC, com sua própria frota, precisou operar todas as linhas da cidade, os Margaridões foram incorporados ao sistema regular - por algumas semanas, foram os únicos ônibus nas linhas circulares 37 e 73.

## Trólebus "made in CSTC"
Pelo menos dois trólebus do sistema de elétricos da CSTC passaram por processos de reformulação que praticamente se caracterizaram como uma espécie de refabricação dos ônibus: os de prefixo 800 (nos anos 1980) e 600 (anos 1990). As instalações da CSTC na Vila Mathias, que no passado abrigaram oficinas da Companhia City e do SMTC, já tinham histórico de linha de construção de carroceria de bondes. Essa expertise foi empregada na modernização dos trólebus da empresa, fomentada pelo Programa de Revitalização de Sistemas de Trólebus, da EBTU, entre o final dos anos 1970 e início dos anos 1980. 

## Tarifa mais barata dos trólebus
O Programa de Revitalização de Sistemas de Trólebus promovido pela EBTU , e do qual a CSTC foi uma das contempladas, viabilizou por um período, nos anos 1980, em que a tarifa de ônibus das linhas servidas por ônibus elétricos fosse mais barata que a tarifa das linhas a diesel. Eram quatro linhas: 4 (via Conselheiro Nébias),8 (via Macuco), 50 (via Canal 3 - não confundir com a 50 criada em 1988, a diesel, via Canal) e 53 (Orquidário).A grave crise global do petróleo nos 1970 forçou a busca por fontes alternativas de combustível, a expansão de sistemas de trólebus contribuía para a diminuição do consumo de diesel, por exemplo.

## As fichas magnéticas
Nos anos 1990, no primeiro período da administração democrática popular (Telma de Souza, PT, 1989-1993), os passes de papel (vale transporte, estudante e comum) começaram a ser substituídos fichas, magnéticas. Além de diminuir custos (as fichas duravam incomparavelmente mais tempo que o papel), a nova tecnologia viabilizou a implantação das catracas eletrônicas nos ônibus, feita de forma gradativa. Nesses veículos, havia duas roletas: uma para quem utilizasse as fichas, outra para quem utilizasse dinheiro. Isso agilizava o embarque de passageiros, fazendo com os ônibus permanecessem menos tempo nos pontos.
As fichas se tornaram um dos ícones da Santos nos anos 1990. Eram em três cores: marrom, roxa e cinza. Leves, tinham em relevo a logomarca da administração, com o "T" de Santos vazado. Na primeira gestão de Beto Mansur (PPB, 1997-2000) as fichas foram substituídas por bilhetes com faixa magnética, semelhante aos de metrô e trens. A tecnologia de processamento de tarifa se modernizou e os cobradores começaram a ser retirados.

## Os Mafersa
A frota de ônibus Mafersa foi uma marca da CSTC. Os primeiros começaram a rodar em 1988 (gestão Oswaldo Justo, PMDB) - seis trólebus, ainda hoje (2021) em operação (na única linha de elétricos, a linha 20). Entre 1989 e 1996, nos dois períodos de administração democrática popular (gestões Telma de Souza, PT, 1989-1992; David Capistrano Filho, PT, 1993-1996), foram adquiridos mais de 70 ônibus Mafersa a diesel. Eles circularam até o fim das operações da companhia, em 1998, em linhas que atendiam as zonas Noroeste, Leste, Intermediária, Orla e Centro. Nos anos 1990, a paisagem de Santos era caracterizada pela presença de Mafersa nas ruas e avenidas. 

## O jornal e a TV do ônibus
Nos dois períodos da administração democrática popular (gestões Telma de Souza, PT, 1989-1992; David Capistrano Filho, PT, 1993-1996), utilizar o transporte público era ter acesso a conteúdos de informação e entretenimento. Em pontos de ônibus de maior movimento (como da Praça Mauá, Gonzaga, Santa Casa, entre outros) havia o "Jornal do Ônibus", com notícias não só sobre a CSTC como a outros serviços públicos. Depois, nas linhas 4 (Praça Mauá-Ferry Boat, via Conselheiro Nébias) e 30 (já cumprindo o itinerário Orquidário-Ferry Boat, via Francisco Glicério/Afonso Pena) foi instalada a "TV do Ônibus", com videoclipes, entre outros programas.

## Tarifa zero aos domingos
Em 1989, a então prefeita Telma de Souza (PT) propôs à Câmara Municipal projeto de lei instituindo fundo de subsídio ao transporte coletivo, para a redução da tarifa na catraca. O projeto, contudo, não foi aprovado (a situação não tinha maioria na Casa). Optou-se pela seguinte saída: uma vez por mês (no último domingo, ou em datas festivas, como Dia das Mães e Dia dos Pais), a tarifa seria zero. Assim, as famílias poderiam passear, fazer visitas, ter acessos a atrações culturais, esportivas e de lazer, sem o ônus do transporte. O "ônibus de graça", como os santistas chamavam, foi extinto na gestão de Beto Mansur (PPB/PP, de 1997 a 2004). 

## A icônica garagem
A CSTC contava com duas garagens: uma no Jabaquara e outra na Vila Mathias. Esta, antiga garagem de bondes, teve sua construção concluída ainda na primeira década do século XX. Pertencente à Cia. City (The City of Santos Improvements & Co.), de capital canadense, que na época operava os serviços de bondes, as edificações da garagem remetem a arquitetura em estilo britânico. Em 1951, a Cia. City não quis renovar a concessão, e o serviço foi municipalizado (quando foi criado o SMTC, Serviço Municipal de Transporte Coletivo, antecessor da CSTC), e a garagem incorporada ao patrimônio público. Desde 1997, o local é a sede da CET-Santos (Companhia de Engenharia de Tráfego de Santos). Uma parte do imóvel, onde ficavam os trólebus (entrada pela Rua João Éboli) é garagem de carros de setores da administração pública municipal.

## O desfecho do caso CSTC x Viação
O embate judicial entre a CSTC e o Grupo Viação (Viação Santos-São Vicente), iniciado em março de 1989 com a intervenção municipal na empresa privada diante de evidências de locaute, encerrou-se 12 anos depois, com vitória para o poder público. O Grupo Viação pedia indenização por lucros cessantes, montante que, em valores de março de 2001, quando saiu a sentença judicial, somariam R$ 50 milhões. "Por decisão unânime, em julgamento realizado na última terça feira, os desembargadores da 2ª Câmara de Direito Público do Tribunal de Justiça de São Paulo, resolveram manter a decisão originária proferida em primeira instância pelo juiz José Vitor Teixeira de Freitas, titular da Primeira Vara da Fazenda Pública de Santos, que deu ganho de causa à Prefeitura, considerando a ação improcedente", diz notícia do Diário Oficial de Santos de 2 de abril de 2001. 

## O trólebus esquecido
Resta um trólebus da icônica frota de Fiat Alfa-Romeo Morelli da CSTC, esquecido, ao relento, alocado na garagem dos bondes turísticos, na Estação Ferroviária do Valongo, em Santos. Desde os anos 2000, há projetos e promessas de restauração do veículo, para colocá-lo em circulação como atração turística. O trolébus, a partir da segunda metade dos anos 1990, estava no pátio do Colégio Gota de Leite; primeiro foi transferido para a garagem da Vila Mathias e, por último, para o Valongo. Pessoas que atuam em defesa da memória e do patrimônio histórico pleiteiam pelo projeto de recuperação do veículo. 

## Estatísticas
| Ano  | Passageiros transportados | Índice de passageiros por km (IPK) |
| ---- | ------------------------- | ---------------------------------- |
| 1986 | 42 700 000                | 3,95                               |
| 1987 | 44 700 000                | 3,74                               |
| 1988 | 48 000 000                | 3,61                               |
| 1989 | 82 000 000                | 4,5                                |
| 1990 | 86 000 000                | 4,6                                |
| 1992 |                           | 3,67                               |
| 1993 |                           | 3,40                               |